# Poltringen

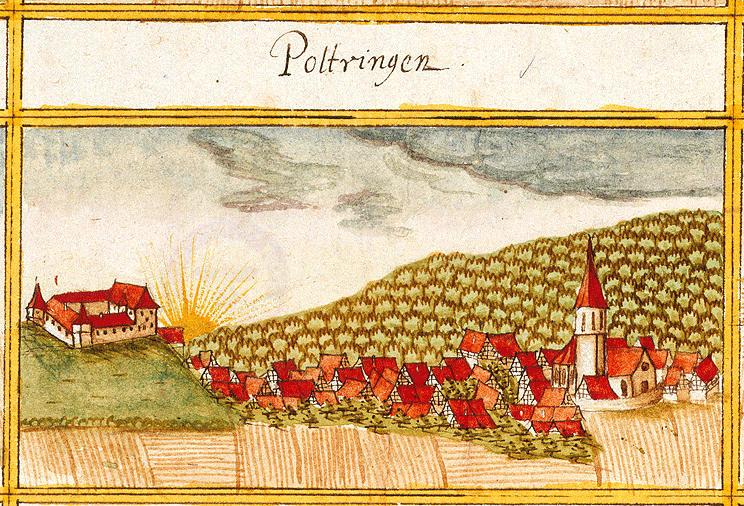
Poltringen mit der inzwischen abgegangenen Burg im Forstlagerbuch von Andreas Kieser, 1683

Poltringen ist ein Ortsteil von Ammerbuch im Landkreis Tübingen, in der Mitte von Baden-Württemberg. Bis 1971 war es eine selbständige Gemeinde.

## Historisches Wappen
Das Wappen von Poltringen zeigte in Silber auf grünem Dreiberg einen stehenden, rotbezungten schwarzen Eber und darüber eine fünfblättrige rote Rose. Das Wappen war bis zur Gründung von Ammerbuch im Jahr 1971 gültig.

## Geschichte
Als älteste Besiedlungsspuren wurden in Poltringen Grundmauern römischer Gutshöfe gefunden. Eine Römerstraße, die später auch Königsstraße oder Ammertalstraße genannt wurde, führte von Sumelocenna (heute Rottenburg) über Unterjesingen, Poltringen, Reusten und Altingen nach Herrenberg und weiter bis Portus (heute Pforzheim). Von 84 bis 260 n. Chr. wurde das Ammertal von den Römern beherrscht, bevor diese von den Alemannen verdrängt wurden, die sich im 3. Jahrhundert ansiedelten.
Vermutlich im 5. oder 6. Jahrhundert bildete sich das Dorf an seinem heutigen Standort. Das Dorf war lange Zeit im Besitz der Grafen von Nagold sowie später ihrer Nachfolger, der Pfalzgrafen von Tübingen. Es war durch eine Burg befestigt. 1293 verkauften die Pfalzgrafen ihren Besitz an das Kloster Bebenhausen. In Poltringen kam ein reichsunmittelbares Rittergut hinzu, das nicht dem Kloster unterstand.
Erstmals 1426 wird in Poltringen ein Konvent von Franziskanerterziarinnen genannt, der an der „Oberkirche“, der Pfarrkirche St. Stephanus bestand. Dieser brannte 1647 ab, im Anschluss wurden die Gebäude zwar wiederaufgebaut, standen aber schon ab 1665 leer.
Nach der Auflösung des Klosters Bebenhausen infolge der Reformation gelangte Poltringen zu einem Drittel in den Besitz Württembergs, zu zwei Dritteln in den Besitz Österreichs, so dass es als Teil Vorderösterreichs teilweise katholisch blieb. Durch den Erlass von Napoleon Bonaparte von 1806 kam Poltringen mit den übrigen vorderösterreichischen Besitzen an Württemberg. Seit 1808 unterstand Poltringen der Verwaltung des Oberamtes Herrenberg. In der Neuordnung von 1938 fiel es an den Landkreis Tübingen.
Die ehemals selbständige Gemeinde Poltringen hat sich am 1. Dezember 1971 mit fünf weiteren Gemeinden zur Gemeinde Ammerbuch zusammengeschlossen.

## Statistik
Poltringen hat 1806 Einwohner (Stand: Januar 2023).

### Bevölkerungsentwicklung
- 1849: 600 Einwohner
- 1900: 546 Einwohner
- 1950: 678 Einwohner
- 1971: 1253 Einwohner
- 2000: 1680 Einwohner
- 2011: 1780 Einwohner
- 1. März 2015: 1742 Einwohner
- 2016: 1781 Einwohner
- 2019: 1831 Einwohner
- Januar 2023: 1806 Einwohner

## Politik
Poltringen hat einen Ortschaftsrat mit fünf Mitgliedern (2 – CDU; 2 – BWG; 1 – Grüne) und einen Ortsvorsteher. Seit der Kommunalwahl 2004 ist Reinhold Hess durchgängig Ortsvorsteher von Poltringen.

## Religion

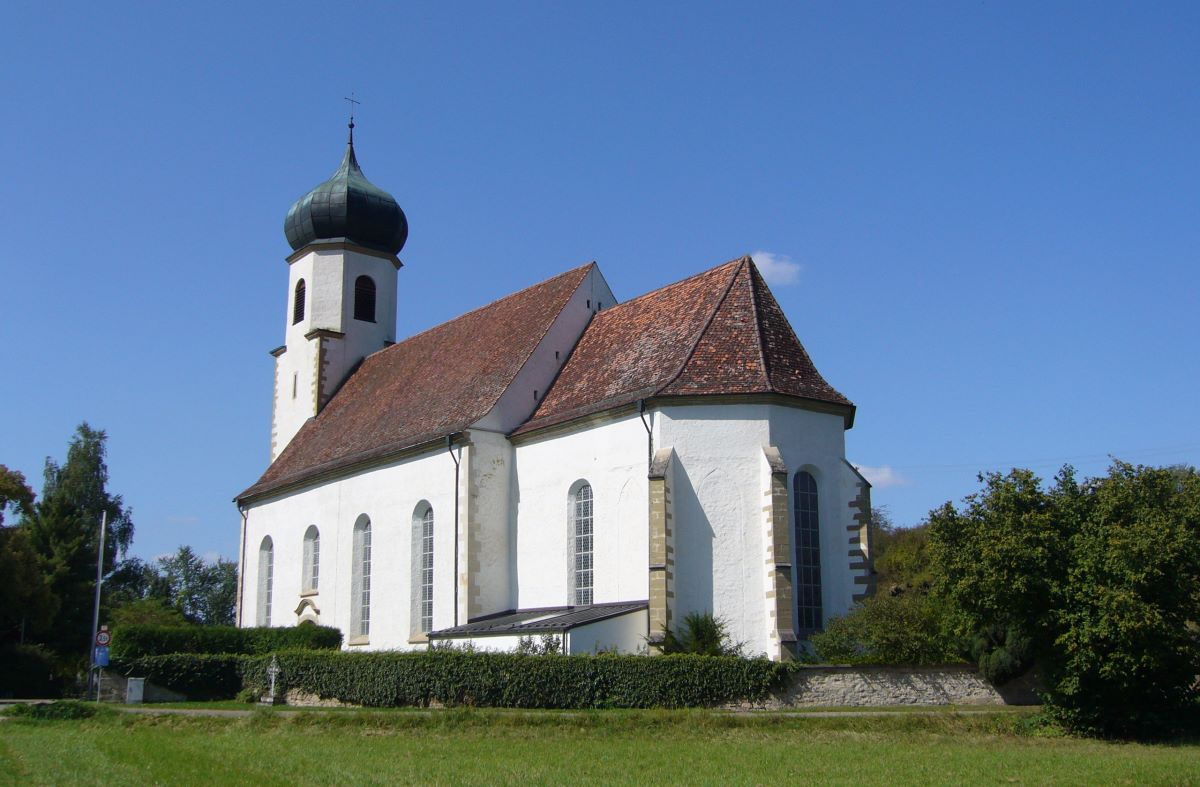
Die Kirche St. Stephanus

Historisch hatte Poltringen eine mehrheitlich katholische Bevölkerung. Auch heute ist die Bevölkerung noch mehrheitlich katholisch. Im Ort gibt es zwei katholische Kirchen und zwar die St. Stephanus-Kirche mit einem Zwiebelturm am Ortsrand in Richtung Reusten sowie die St. Klemens-Kirche in der Ortsmitte. Die evangelische Gemeinde in Poltringen besitzt keine eigene Kirche im Ort und ist der evangelischen Kirchengemeinde in Pfäffingen zugeordnet.

## Bildung
In Poltringen befinden sich ein katholischer Kindergarten und eine Grundschule. Es gab eine Planung der Gemeinde Ammerbuch, die das Schulzentrum Ammerbuch mit einer Grund- und Gemeinschaftsschule in Poltringen ansiedeln wollte. Gegen das Vorhaben regte sich massiver Protest der Bevölkerung aus den anderen Ortsteilen und es wurde ein Bürgerentscheid abgehalten. Der Bürgerentscheid wurde angenommen und darin wurde festgehalten, dass das Schulzentrum an der neu eröffneten Ammertalbahn liegen soll. Nur in Poltingen fand sich eine Mehrheit für das Projekt. Damit blieben für die Standortwahl nur noch die Ortsteile Altingen, Entringen oder Pfäffingen übrig. Schließlich wurde ein Standort direkt gegenüber dem Entringer Bahnhof gefunden. Der Bahnhof wurde um eine Unterführung und einen zusätzlichen Bahnsteig erweitert und das Schulzentrum wurde Ende 2018 eröffnet.

## Sehenswürdigkeiten

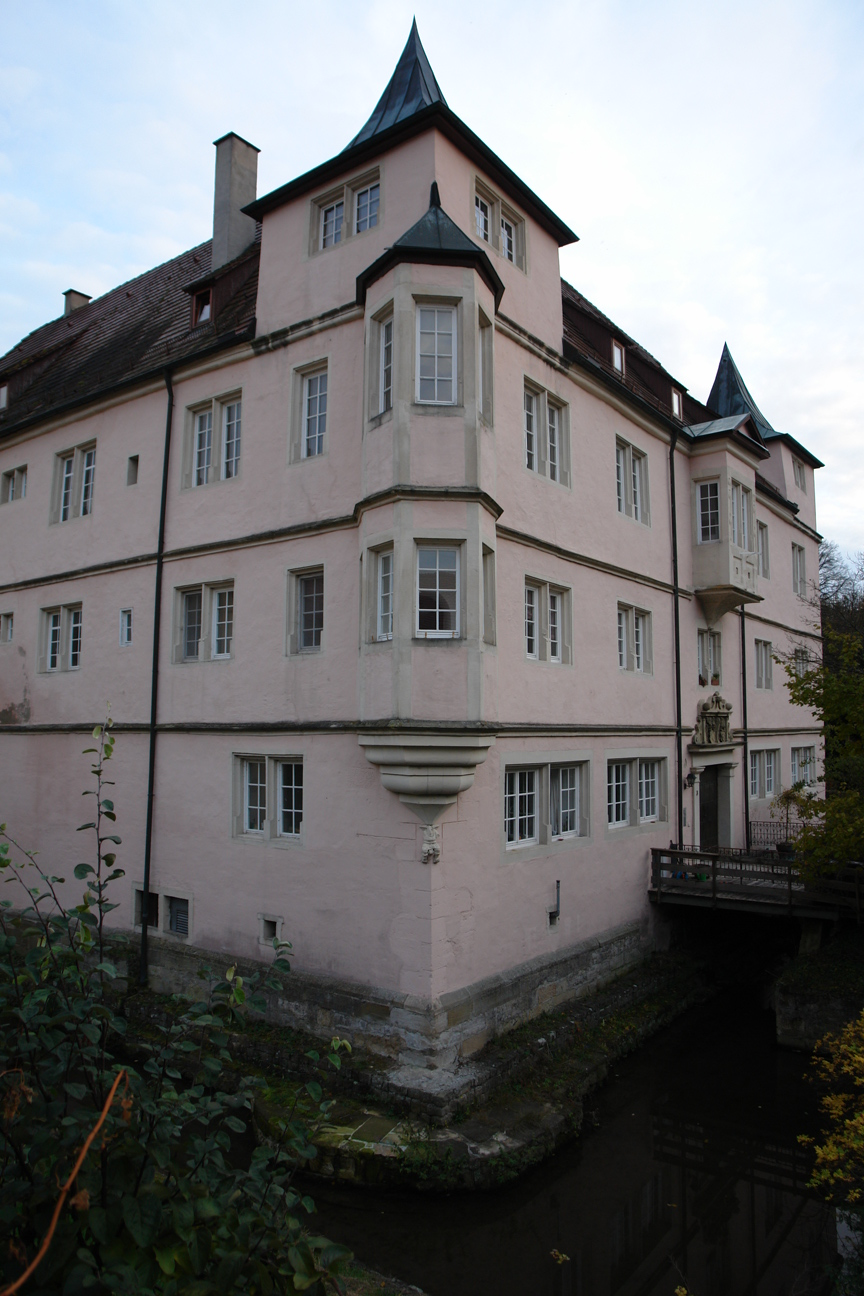
Wasserschloss in Poltringen

An Sehenswürdigkeiten hat der an der Ammer gelegene Ort vor allem das Wasserschloss zu bieten, das jedoch nicht zu besichtigen ist. Das Schloss wurde 1613 unter der Leitung von Heinrich Schickhardt im Renaissance-Stil umgebaut. Sehenswert ist auch die direkt daneben liegende Mühle, in der sich heute ein Laden und ein Saal für Festveranstaltungen befindet.

## Infrastruktur
Poltringen, das ziemlich genau auf halber Strecke (jeweils 10 km) zwischen der Universitätsstadt Tübingen und Herrenberg liegt, hat eine Busanbindung an den Haltepunkt Pfäffingen der Ammertalbahn, die Tübingen mit Herrenberg verbindet. Die Bundesstraße 28 (Kehl–Ulm) verläuft nahe dem Ort.
In Poltringen befindet sich die Wasserbehandlung für die Ammertal-Schönbuchgruppe.

## Freizeit und Sport
Auf  Poltringer Gemarkung befinden sich ein Sportplatz, eine Tennishalle mit mehreren Sandplätzen, eine Reithalle, die Veranstaltungshalle des Poltringer Fasnets-Clubs, eine Wanderhütte sowie ein Flugplatz.
Die frühere Fußball-Nationalspielerin Kim Kulig begann ihre Fußballkarriere im Alter von acht Jahren beim SV Poltringen, wo sie in einer Jungenmannschaft spielte.

## Fasnet
Die Poltringer haben den Spitznamen „Bockmoster“, weil ihnen beim Apfelsaftpressen der Legende nach ein Ziegenbock in die Mostpresse gesprungen sei, der die Äpfel fressen wollte.
Im Jahr 1967 entwarf Walter Ulrich ein Bockmoster genanntes schwäbisch-alemannisches Fastnachts-Kostüm eines Weißnarren, die dazugehörige Holzmaske und das Glockengeschirr. Heute gibt es etwa 80 aktive Bockmoster und 35 Kinder, die zur Fasnets-Zeit das so genannte Narrenhäs, die Larve, die Krukke (verkleinerte Nachbildung einer Mostkrukke) und das Gschell tragen.

## Flugplatz

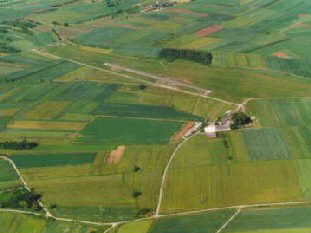
Flugplatz Poltringen

Auf der Gemarkung Poltringen befindet sich der Sonderlandeplatz Poltringen mit dem ICAO-Code EDSP. Dort sind die Flugsportvereine Ammerbuch, Herrenberg und Unterjesingen ansässig. Sie betreiben dort mit mehreren Hundert Mitgliedern acht Motorflugzeuge und 16 Segelflugzeuge.